# 탱고

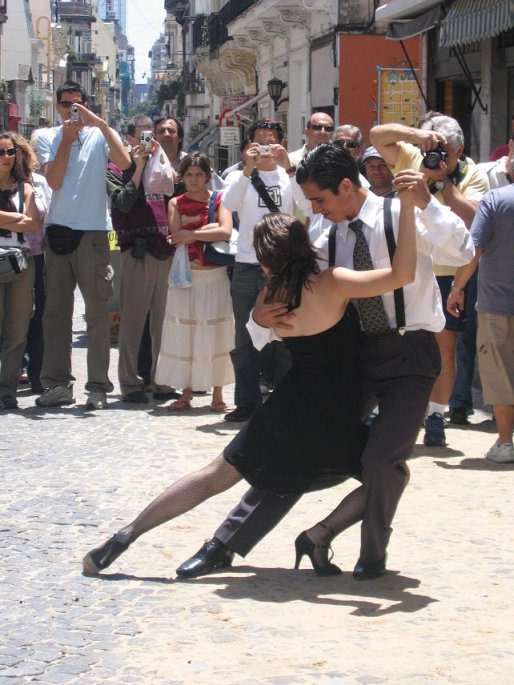
아르헨티나 탱고 춤을 추고 있는 커플.

탱고(tango)는 1880년대에 아르헨티나와 우루과이 사이의 경계 지역인 라플라타강을 따라 기원한 파트너 댄스의 하나로, 곧 전 세계의 나머지 지역으로 퍼져나갔다.
2009년 8월 31일, 유네스코는 탱고를 유네스코 무형문화유산 목록에 포함시키는 아르헨티나와 우루과이의 공동 제안을 승인했다.

## 같이 보기
- 탱고 음악